# The Vulture (Brooklyn Nine-Nine)
"The Vulture" es el quinto episodio de la primera temporada de la serie de televisión de comedia policiaca estadounidense Brooklyn Nine-Nine. Es el quinto episodio general de la serie y está escrito por la coproductora ejecutiva Laura McCreary y dirigido por Jason Ensler. Se emitió en Fox en los Estados Unidos el 15 de octubre de 2013. Es el quinto episodio que se transmite, pero es el cuarto episodio que se produce. 

## Resumen
En la sesión informativa de la mañana, Jake Peralta (Andy Samberg) informa del asesinato de un hombre y deduce que la esposa de la víctima puede ser la responsable. Decide investigar el caso solo y descarta la oferta de Amy Santiago (Melissa Fumero) y Rosa Diaz (Stephanie Beatriz) de ayudarlos, en lugar de trabajar con Charles Boyle (Joe Lo Truglio). Mientras tanto, Raymond Holt (Andre Braugher) le pide ayuda a Terry Jeffords (Terry Crews) con el tiro al blanco en un campo de tiro a pesar de que Terry no se ha recuperado del incidente del maniquí. Él está de acuerdo, luego Gina Linetti (Chelsea Peretti) se les unirá.
Jake y Boyle interrogan a muchas personas en el edificio donde ocurrió el asesinato, pero los llaman de regreso al recinto. Resulta que el caso fue entregado a la Unidad de Delitos Mayores, y un detective llamado Keith Pembroke (Dean Winters) ahora está investigando el caso. Pembroke es conocido como "El Buitre" por llegar en medio de una investigación, reclamarla y luego atribuirse el mérito. En el campo de tiro, Jeffords se asusta debido a la falla de Holt y Linetti en la precisión de tiro y dispara al objetivo para enseñarles. Sin embargo, descubre que fue una estratagema para hacerle volver a disparar para que Holt pudiera aprobar su regreso al campo, y Linetti estaba allí para actuar como testigo.
Peralta y el grupo van a un bar donde discuten cómo vengarse del Buitre. Después de mucha consideración, deciden investigar la escena del crimen y encontrar el sacacorchos utilizado para matar a la víctima. Se dan cuenta de que el sacacorchos era magnético y buscan en el conducto de basura para encontrarlo, finalmente lo consiguen. Sin embargo, el Buitre regaña a Holt por interferir con la escena del crimen. Después de ser confrontado por Jeffords, Peralta decide darle crédito al Buitre para detener su comportamiento. Holt también se entera de que Jeffords logró alcanzar objetivos adecuados para la recertificación después de la intimidación de Linetti. Más tarde, Peralta y Boyle envían al Buitre una réplica del trasero de Peralta, que el Buitre había abofeteado durante todo el episodio.

## Recepción

### Espectadores
En su emisión estadounidense original, "The Vulture" fue visto por un estimado de 3,43 millones de espectadores domésticos y obtuvo una cuota de audiencia de 1,5 / 4 entre los adultos de 18 a 49 años, según Nielsen Media Research. Este fue un ligero aumento en la audiencia del episodio anterior, que fue visto por 3,34 millones de espectadores con un 1,5 / 4 en la demografía de 18 a 49 años. Esto significa que el 1,5 por ciento de todos los hogares con televisores vieron el episodio, mientras que el 4 por ciento de todos los hogares que veían televisión en ese momento lo vieron. Con estas calificaciones, Brooklyn Nine-Nine fue el segundo programa más visto en FOX durante la noche, superando a Dads y The Mindy Project, pero detrás de New Girl, cuarto en su franja de horario y noveno por la noche en la demografía 18-49.

### Revisiones críticas
"The Vulture" recibió críticas en su mayoría positivas de los críticos. Roth Cornet de IGN le dio al episodio un "excelente" 8.0 sobre 10 y escribió: "'The Vulture' es el episodio más fuerte de Brooklyn Nine-Nine hasta la fecha. Divertido, agudo y un gran uso de los personajes en su conjunto. Espero que esta entrada sea una indicación de lo que vendrá en esta serie".
Molly Eichel de The A.V. Club le dio al episodio una calificación de "A-" y escribió: "Brooklyn Nine-Nine no es un programa sutil sobre sus temas episódicos. 'The Vulture' es un excelente ejemplo. Un episodio sobre el trabajo en equipo se resuelve cuando el equipo trabaja en conjunto. Es un concepto simple. Sin embargo, el tema de esta semana no está mejor ilustrado por su historia. En cambio, es la práctica real la que funciona. Peralta, Boyle, Díaz, Santiago funcionan juntos para resolver su caso, pero al final, su conjunto crea el episodio más satisfactorio de Brooklyn Nine-Nine en su corta duración hasta el momento ".